# Élections législatives de 1956 dans le territoire de Guinée
Les élections législatives de 1956 dans le Territoire de Guinée sont des élections françaises qui ont eu lieu le 2 janvier 1956  dans la Guinée française dans le cadre des élections législatives françaises de 1956, sous la IVe République.
Ce sont les dernières élections législatives de la Quatrième république, après les élections de novembre 1946 et de juin 1951.

## Mode de scrutin
L'Assemblée nationale est composée de 626 sièges pourvus au scrutin proportionnel plurinominal suivant la règle de la plus forte moyenne, sans panachage.
Dans la Guinée française, trois députés sont à élire.

## Élus
| Député sortant  | Parti | Parti          | Député élu ou réélu | Parti | Parti          |
| --------------- | ----- | -------------- | ------------------- | ----- | -------------- |
| Albert Liurette |       | DSG (SFIO)     | Ahmed Sékou Touré   |       | RDA-PDG (UDSR) |
| Mamba Sano      |       | BAG (IOM)      | Saïfoulaye Diallo   |       | RDA-PDG (UDSR) |
| Barry Diawadou  |       | BAG (Rép. soc) | Barry Diawadou      |       | BAG (Rad-soc)  |

## Résultats

### Résultats à l'échelle du territoire
| Parti    | Parti    | Tête de liste                    | Résultats | Résultats | Sièges |  |
| Parti    | Parti    | Tête de liste                    | Voix      | %         |        |  |
| -------- | -------- | -------------------------------- | --------- | --------- | ------ |  |
|          | RDA-PDG  | Ahmed Sékou Touré                | 346 716   | 61,70     | 2 2    |  |
|          | BAG      | Barry Diawadou                   | 146 543   | 26,08     | 1 1    |  |
|          | DSG-SFIO | Barry III                        | 55 385    | 9,86      | - 1    |  |
|          | FIASE    | Jean-Pierre Farah-Bokoundo-Touré | 13 303    | 2,37      | -      |  |
|          |          |                                  |           |           |        |  |
| Inscrits | Inscrits | Inscrits                         | 975 119   | 100,00    | 3      |  |
| Votants  | Votants  | Votants                          | 568 022   | 58,25     |        |  |
| Exprimés | Exprimés | Exprimés                         | 561 947   | 98,93     |        |  |